# Bermondo I di Cardona
Bermondo di Cardona (seconda metà del X secolo – 1030 circa) fu Visconte di Cardona dal 1012 circa al 1029 circa.

## Origine
Bermondo, secondo il documento n° 10 del Diplomatari de la vila de Cardona, anys 966-1276, datato 1005 (non consultato), era figlio del Visconte di Cardona, Raimondo I e della moglie, Enguncia, di cui non si conoscono gli ascendenti.

Raimondo I di Cardona, secondo il documento n° 50 della Colección diplomática de Sant Pere de Casserres. Volumen I, datato 994 (non consultato), era figlio del Visconte di Cardona, Wadaldo II e della moglie, Ermetrude, di cui non si conoscono gli ascendenti.

## Biografia
Di Bermondo I si hanno poche notizie.
Bermondo lo troviamo citato una prima volta, assieme ai genitori Raimondo I e Enguncia, e ai fratelli, Eribalo e Folco (Raimundus vicecomes et coniux mea Enguncia vicecomitissa et filii nostri Bermundus et Eriballus et Fulco) nel documento n° 12 del Diplomatari de la vila de Cardona, anys 966-1276 (non consultato).
Suo padre, Raimondo I, viene citato un'ultima volta in un documento, nel 1010 (Ramon biscompte), nel documento n° 94 della Colección diplomática de Sant Pere de Casserres. Volumen I (non consultato).
Non si conosce l'anno esatto della morte di suo padre, Raimondo I, che avvenne tra il 1010 ed il 1012, in quanto, nel documento n° 96 del Diplomatari de la vila de Cardona, anys 966-1276, datato 15 luglio 1012 (non consultato), sono citati la moglie, Enguncia ed il figlio, Bermondo, col titolo di visconte (Enguncia vicechomitissa, Bermundo vicechomite), che lascia presumere che il figlio, Bermondo, fosse succeduto al padre.
In quello stesso periodo, Bermondo, citato come visconte di Cardona, compare tra i testimoni di una donazione (Bremundo vicecomitis Cardonensis), nel documento n° 1 della Collecció diplomàtica de Sant Pere d´Àger fins 1198 (non consultato).
Nel 1018, Bermondo fece una donazione assieme alla madre, Engoncia (Bermundo…vicecomite et Enguncia vicecomitissa), secondo il documento n° 13 del Diplomatari de la vila de Cardona, anys 966-1276 (non consultato).  
Nel 1020, Bermondo (Bermudo visconde son fill) ricevette un castello (lo castell de Rupit) dalla madre, Engoncia, vedova di Raimondo I (Engustia y altres marmessors del quondam Ramon viscompte), secondo il documento n° 105 della Colección diplomática de Sant Pere de Casserres. Volumen I (non consultato).
Nel 1021, Bermondo fece una donazione assieme alla madre, Engoncia (Enguntia viceschomitissa et filio meo Bremundo), in suffragio dell'anima del fratello, Isoardo († prima del 1021), secondo il documento n° 15 del Diplomatari de la vila de Cardona, anys 966-1276 (non consultato).
Nel 1026, Bermondo, essendo privo di discendenza, fece testamento a favore della moglie, Ermesinda, dei fratelli, Eribalo e Folco (domna Ermissindi comitissa et fratre meo Eriballo archilevita et Fulco fratre meo) e del fratello Raimondo (Remundo fratre nostro), secondo il documento n° 19 del Diplomatari de la vila de Cardona, anys 966-1276 (non consultato).
Non si conosce la data esatta della morte di Bermondo, ma si presume che sia morto tra il 1029 ed il 1030, in quanto il documento n° 21 del Diplomatari de la vila de Cardona, anys 966-1276, datato 18 aprile 1030 (non consultato), conferma l'esecuzione delle volontà testamentarie da parte della moglie e dei fratelli (Ermessendis comitisse et Eriballus archilevita et Fulco frater suus).

## Matrimonio e discendenza
Bermondo aveva sposato Ermesinda († dopo il 1043), di cui non si conoscono gli ascendenti, in data imprecisata, ma prima del 1016, anno in cui viene citata come contessa (domina Ermessindis comitissa) assieme al marito (Bermundus vicecomes) e ai cognati (Fulcho et Raimundo fratres meos) in un documento del Diplomatari de la vila de Cardona, anys 966-1276. Ermesinda sopravvisse al marito, e, nel dicembre del 1043, fece una donazione alla chiesa di San Vincenzo di Cardona, secondo il documento n° 35 del Diplomatari de la vila de Cardona, anys 966-1276 (non consultato).
Bermondo da Ermesinda non ebbe discendenza.